# Ecuación de contabilidad
La ecuación de contabilidad, o ecuación contable, es uno de los conceptos fundamentales en contabilidad, siendo la base sobre la que se sustenta el sistema contable por partida doble. Algunos autores utilizan también los términos Ecuación de Balance, Ecuación Contable Fundamental, Ecuación de Situación, Ecuación Básica, Ecuación de las Cuentas Reales o Ecuación de las Cuentas Patrimoniales.

## Definición
Se define, bajo los principios de contabilidad generalmente aceptados, de la siguiente forma:
Activo = Pasivo + Capital (o Patrimonio, o Fondos propios).
Activo - Pasivo = Patrimonio
La suma del valor de las cuentas del activo deberá ser igual a la suma de valor de las cuentas del pasivo más la suma de valor de las cuentas del patrimonio o capital (fondos propios).
Cuando como consecuencia de la actividad el Pasivo supera en valor al Activo, con lo que se obtendría un valor negativo de la partida de capitalización, se habla de una quiebra, técnicamente hablando desde un punto de vista contable.
A Luca Pacioli se le reconoce en ser el primero en publicar una descripción del método de contaduría que los mercaderes venecianos utilizaron durante el renacimiento italiano, la contabilidad por partida doble.

## Uso práctico
Puede usarse para determinar que el ingreso o renta del consumidor es exactamente igual al gasto (compra) de bienes, para el periodo determinado de consumo. En otras palabras, al sumar el valor gastado en adquisición de bienes "x" y bienes "y". Para tener tales valores basta multiplicar el número de unidades posibles de adquirir - en cada uno de los puntos - por su respectivo precio y luego sumarlos; esto puede hacerse en cualquier punto de la línea de precios.
La ecuación quedaría de la siguiente forma:
{\displaystyle R'=PxQx+PyQy}
en donde:
R  = Ingreso disponible para el periodo de consumo
Px = Es el precio del bien "X"
Py = Es el precio del bien "Y"
Qx = Cantidad del bien "x" en el punto seleccionado.
Qy = Cantidad del bien "y" en el punto seleccionado (la pareja ordenada correspondiente al punto "X" elegido)